# Mattia Bais
Mattia Bais (ur. 19 października 1996 w Rovereto) – włoski kolarz szosowy.
Kolarstwo uprawia również jego brat, Davide Bais.

## Osiągnięcia
Opracowano na podstawie:

2018
- 1. miejsce na 6. etapie Karpackiego Wyścigu Kurierów

2019
- 2. miejsce w Giro della Regione Friuli Venezia Giulia
  - 1. miejsce w klasyfikacji młodzieżowej

2022
- 1. miejsce w klasyfikacji ucieczek Giro d’Italia

## Rankingi
| Rok             | 2016  | 2017  | 2018  | 2019 | 2020  | 2021 | 2022  | 2023 | 2024 |
| --------------- | ----- | ----- | ----- | ---- | ----- | ---- | ----- | ---- | ---- |
| World Ranking   | 2739. | 1135. | 1519. | 671. | 1022. | 526. | 1282. | 863. | 438. |
| UCI Europe Tour | 1835. | 730.  | 973.  | 495. | 793.  | 422. | 889.  | -    | -    |
|                 |       |       |       |      |       |      |       |      |      |
| Źródło: UCI     |       |       |       |      |       |      |       |      |      |